# Elizabeth Patterson-Bonaparte
Pour les articles homonymes, voir Bonaparte et Elizabeth Patterson.
Elizabeth Patterson Bonaparte, née le 6 février 1785 à Baltimore et morte le 4 avril 1879 à Baltimore, connue sous le surnom de « Betsy » est la première épouse de Jérôme Bonaparte, le plus jeune frère de Napoléon Ier.

## Biographie
Elle est la fille d'un riche homme d'affaires du Maryland, William Patterson, un catholique irlandais ayant immigré en Amérique avant la guerre d'Indépendance américaine et qui deviendra la seconde fortune de l'ancienne colonie britannique et nouvel État du Maryland (après Charles Carroll de Carrollton).

### Mariage avec Jérôme Bonaparte
Elizabeth Patterson connut Jérôme Bonaparte alors que celui-ci séjournait aux États-Unis après avoir abandonné son commandement en Martinique. Ils se marièrent le 24 décembre 1803, lors d'une cérémonie présidée par l'archevêque de Baltimore John Carroll. Betsy était alors connue pour ses tenues excentriques dont sa robe de mariée. Napoléon Bonaparte demanda à son frère de rentrer en France, pour que le mariage soit annulé. Jérôme ignora la demande de son frère de revenir en France sans son épouse. L'affaire coûta son poste à Louis-André Pichon, ambassadeur de France et chargé d'affaires à Washington (1801-1804).
À l'automne 1804, Jérôme et Betsy, enceinte, essayèrent de retourner en France à temps pour le couronnement de Napoléon, mais plusieurs contretemps retardèrent leur départ. Quand ils arrivèrent finalement dans un port français, Elizabeth se vit refuser le droit de débarquer, sur ordre de l'Empereur, sur le continent européen. Jérôme voyagea jusqu'en Italie pour essayer de convaincre son frère, écrivant même à son épouse  « Ma chère Elsa, Je ferai tout ce qui doit être fait. »  mais il ne la reverra plus. Après être restée dans l'expectative, dans l'impossibilité de débarquer en France ou aux Pays-Bas, elle finit par accoucher d'un fils, à Londres le 7 juillet 1805. Jérôme abandonna devant l'inflexibilité de son frère, retourna dans la marine et se maria à la princesse allemande Catherine de Wurtemberg (son mariage précédent n'étant pas encore annulé.)

### Retour aux États-Unis

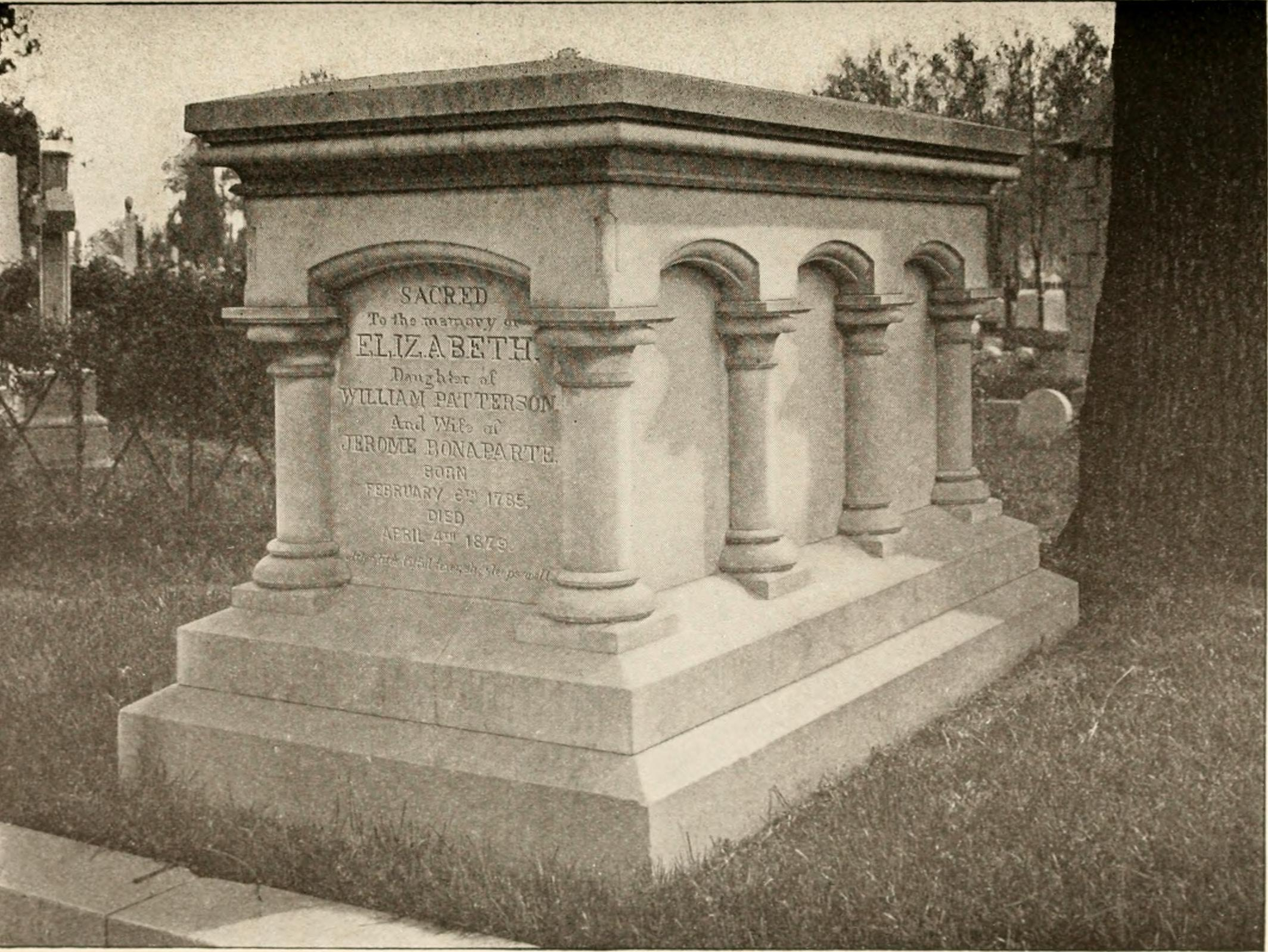
Tombe au cimetière Greenmount de Baltimore.

Betsy retourna à Baltimore avec son fils, Jérôme Napoléon Bonaparte, surnommé « Bo » par sa mère, et vécut avec son père, tout en continuant d'afficher son titre de noblesse. Après la bataille de Waterloo, elle retourna en Europe où elle fut bien accueillie dans la haute société, admirée pour sa beauté et son esprit. En 1815, par une loi spéciale de l'assemblée du Maryland, elle obtint le divorce. Elle passa ses dernières années à Baltimore dans la gestion de sa propriété, dont elle accrut la valeur jusqu'à 1 500 000 dollars. Elle mourut en plein milieu d'une bataille judiciaire pour savoir si l'État du Maryland était en droit d'imposer ses obligations d'État. Le cas monta jusqu'à la Cour suprême des États-Unis (Bonaparte v. Tax Court, 104 U.S. 592) et la Cour trancha en faveur du Maryland. Elizabeth Patterson-Bonaparte est enterrée au cimetière de Greenmount à Baltimore.
Ironie de l'histoire, la veuve de son frère, Marianne (Caton) Patterson, se remaria avec Richard Wellesley, premier marquis de Wellesley, frère aîné d'Arthur Wellesley, 1er duc de Wellington, le vainqueur de Napoléon à Waterloo.

## Dans la culture
L'histoire du mariage et de l'annulation du mariage d'Elizabeth et Jérôme Bonaparte est la base de la pièce de théâtre de 1908 Glorious Betsy par Rida Johnson Young et de deux adaptations cinématographiques Glorious Betsy (1928) et Hearts Divided (1936) ou Betsy est jouée respectivement par Dolores Costello dans le premier et Marion Davies dans le second.

## Famille
Elle est la grand-mère de Charles Joseph Bonaparte-Patterson (1851-1920), qui sera secrétaire à la Marine puis procureur général des États-Unis dans le cabinet du président Theodore Roosevelt, et de Jérôme Napoléon Bonaparte II (1830-1893), officier dans l'US Army puis dans l'armée française sous Napoléon III.

## Source
- (en) Cet article est partiellement ou en totalité issu de l’article de Wikipédia en anglais intitulé « Elizabeth Patterson Bonaparte » (voir la liste des auteurs).